# Walther Cropp
Franz Georg John Walther Cropp (* 10. Juni 1890 in Hamburg; † 5. August 1964 in Wetter) war ein deutscher Komponist, Musikpädagoge und Musikdirektor.

## Leben
Walther Cropp entstammt einer Hamburger Patrizierfamilie. Er wurde 1890 als Sohn des Chemikers George Cropp und dessen Frau Antonie Dorette Cropp, geb. Reimers, geboren. 1908 legte er am Wilhelm-Gymnasium in Hamburg das Abitur ab. Er studierte von 1908 bis 1910 am Konservatorium Sondershausen bei Traugott Ochs und später bei Carl Corbach.
Von 1910 bis 1913 setzte er sein Musikstudium in Berlin fort. Hier wurde er von Hugo Kaun im Fach Komposition, von Conrad Ansorge im Fach Klavier und von Herman Leupold an der Orgel unterrichtet.
Seine erste Anstellung erhielt Cropp 1912, noch während des Studiums, am Berliner Ochs-Eichelberg Konservatorium als Lehrer für Theorie und Klavier, und er leitete das Richard Wagner-Orchester in Berlin. Von Mai bis September 1913 war er Kurkapellmeister in Bad Freienwalde/Oder.
1913 heiratete Walther Cropp Mina Julie Suse Karoline Cropp, geb. Hülsemann (1890–1964). Das Paar hatte einen Sohn und zwei Töchter.
Von 1913 bis 1921 war Cropp als Musikdirektor in Goslar/Harz angestellt. Unter seiner Leitung wurde eine Reihe von Symphoniekonzerten und Oratorien aufgeführt. Von März 1917 bis November 1918 leistete er seinen Wehrdienst. 1921 erhielt er eine Stelle als Musiklehrer an der Oberschule für Mädchen in Pirmasens. Hierfür legte er 1922 die staatliche Prüfung für Musiklehrer an höheren Lehranstalten am staatlichen Konservatorium in Würzburg ab. Anfang 1941 wurde er als Musiklehrer an die staatliche Oberschule für Mädchen in Diedenhofen, Lothringen versetzt.
Von September 1944 bis April 1946 war Cropp als deutscher Gefangener mit seiner Frau in französischer Internierungshaft. Während dieser Zeit wurde er mit dem 8. Mai 1945 fristlos aus dem Staatsdienst entlassen. Nach mittellosen Jahren wurde Cropp mit einem Urteil vom 14. September 1948 entnazifiziert. Er wurde dann als Musiklehrer in Pirmasens und später am Pro-Gymnasium in Dahn/Pfalz eingestellt, wo er bis zu seiner Pensionierung unterrichtete.

## Leistungen
Walther Cropp war neben seiner Tätigkeit als Musikpädagoge und Orchesterleiter auch ein vielseitiger Komponist. Sein Werk umfasst Sololieder, Chorwerke, Orchesterwerke und Solowerke für Klavier und Orgel.
Er komponierte eine Schul- bzw. Kinderoper („Die goldene Gans oder das Graue Männlein“), ein Konzert für Bratsche sowie ein mit dem 3. Preis ausgezeichnetes Chorwerk von 1956, „Olympischer Wille“. Die Juroren waren hier Werner Egk, Boris Blacher und Karl Amadeus Hartmann.
Zusammen mit namhaften Musikern und Orchestern wie dem Loh-Orchester Sondershausen und dem Orchester des Bayerischen Rundfunks führte Cropp seine Werke auf. Künstler wie der Bratschist Ernst Rauschenbach oder die Pianistin Marlott Persijn-Vautz führten regelmäßig seine Werke auf. Auch wurden Werke von Cropp vielfach öffentlich aufgeführt, so u. a. bei den Wittner Kammermusiktagen 1940.
Aufnahmen von Werken Cropps sind im Musikarchiv des SWR vorhanden.

## Werke (Auswahl)
- op. 1, 11 Variationen über ein eigenes Thema für Streichorchester
- op. 29, „Symphonischer Prolog“ zu die „Versunkene Glocke“ nach Gerhart Hauptmann für gr. Orchester
- op. 39, Suite für großes Orchester in fünf Sätzen „Pfälzische Suite“
- op. 40, Konzert für Viola (Violine o. Klavier)
- op. 63, Weihnachtskantate für Frauenchor, Klavier und Deklamation
- op. 67, Drittes Klavierkonzert – Passacaglia und Fuge für zwei Klaviere oder Klavier und Streichorchester
- op. 68, „Die Jahreszeiten“ Suite für großes Orchester
- op. 70, Streichtrio
- op. 71, Klavierquintett
- op. 73, Streichquartett
- op. 95, „Und wir haben desto fester das prophetische Wort“ Kantate für gem. Chor & Orgel
- op. 100/1-4, Orgelkompositionen
- op. 107, Phantasie für Cello und Klavier
- op. 113, Konzertstück 1954 für Klavier
- op. 120, „Die goldene Gans“ oder „Das graue Männlein“ (Kinder- bzw. Schuloper)
- op. 127, Partita für Orgel „Ich hab mein Sach’ Gott heimgestellt“ (für die Einweihung der Stiftskirche in Wetter/Hessen)

Insgesamt befinden sich ca. 90 Werke als Nachlass in der Universitätsbibliothek Marburg/Lahn.